# Rooftop
Rooftop är en låt av den svenska sångerskan Zara Larsson, utgiven på hennes debutalbum 1. Låten nådde som bäst sjätte plats på Sverigetopplistan och certifierades med en platinaskiva i Sverige.

## Listplaceringar
| Lista (2014) | Topplacering |
| ------------ | ------------ |
| Sverige      | 6            |